# 王泮清
王泮清（1911年—2003年），男，直隶（今河北）盐山人，中华人民共和国军事人物，中国人民解放军少将，第五届全国政协委员。